# Stephan Westerstråhle
Stephan Westerstråhle, eller Stefan Vesterstråle, född 19 juni 1763 i Västervik, död 24 februari 1814 i Stockholm, var en svensk guldsmed.

## Biografi
Westerstråhle var son till guldsmeden i Västervik Staffan Nilsson Westerstråhle. Det är osäkert när han flyttade till Stockholm, men han blev mästare där den 11 maj 1789 i guldsmedsskrået. Han verkade främst i den gustavianska stilen och tillverkade föremål i silver och guld. Den 16 april 1802 blev han bisittare i skrået för att den 19 juni 1807 bli dess ålderman. Han avgick som ålderman den 6 september 1811 och fortsatte att verka som mästare till 1813.
Vid hans död 1814 skrev Årstafrun, Märta Helena Reenstierna, i sin dagbok den 27 februari 1814:
| ” | Trädgårdsmästare Zetterstrand omtalade att Ålderman Vesterstråle i Thorsdags afton ändteligen blifvit död, hvarföre jag lät Ulrica gå till staden, då hon såg Lakan för fönstren och lilla gringossen svartklädd. | „ |

Årstafrun nämner honom dessutom vid ett flertal tillfällen och då såsom Vesterstråle.

### Familj
Stephan Westerstråhle var gift med Maria Catharina Westman och fick med henne åtta barn, sju döttrar och en son.

## Verk
Westerstråhle hade en stor produktion och tillverkade bland annat 1790 en kalk för Huddinge kyrka, 1793 en dopskål för Odensala kyrka samt kalk och paten för Tyresö kyrka 1812.

Ring av guld tillverkad av Westerstråhle 1807. Har tillhört Wilhelmina von Hallwyl, och finns i Hallwylska museets samlingar.
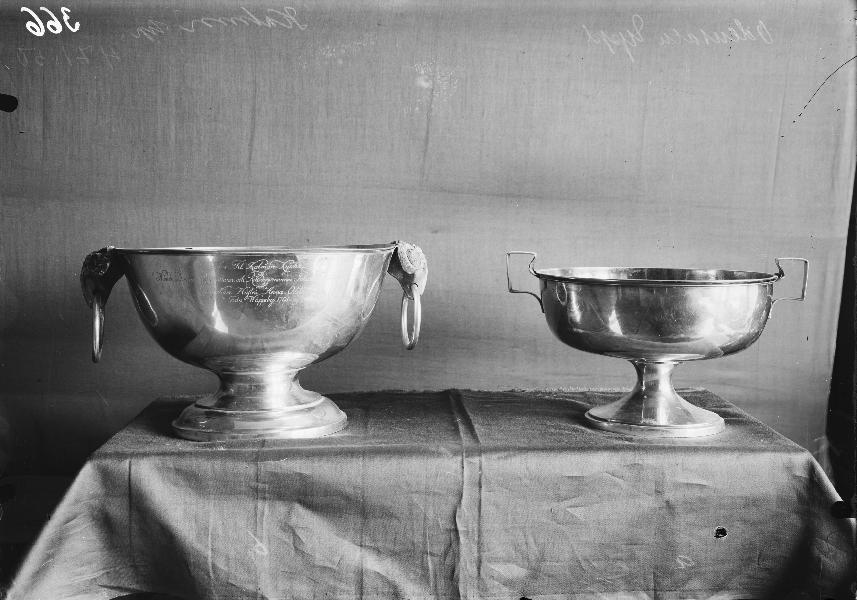
Dopskålen från 1793 i Odensala kyrka